# Precision Strike Missile
Die Precision Strike Missile (PrSM) ist eine Kurzstreckenrakete aus den Vereinigten Staaten.

## Entwicklung
Die PrSM entstand im Rahmen des Programms Long-Range Precision Fires (LRPF). Dabei wurde seit 2016 für die US Army und das United States Marine Corps ein Nachfolger der ATACMS-Kurzstreckenrakete entwickelt. Für die neue Kurzstreckenrakete wurde eine Schussdistanz von mindestens 300 km gefordert. Der Entwicklungsauftrag wurde 2016 Lockheed Martin, Boeing und Raytheon zugesprochen, wobei Lockheed Martin die Federführung übernahm. Boeing stieg 2020 aus dem Projekt aus. Nachdem im Jahr 2019 der INF-Vertrag außer Kraft gesetzt worden war, wurde die geforderte Schussdistanz auf über 500 km erhöht. Der erste Teststart einer PrSM erfolgte am 10. Dezember 2019 auf der White Sands Missile Range. Bei einem weiteren Teststart im Mai 2021 wurde eine Schussdistanz von rund 400 km erzielt. Seit Juli 2021 beteiligt sich Australien mit 54 Mio. US-Dollar an der Entwicklung des PrSM. Die ersten PrSM-Kurzstreckenraketen wurden im Dezember 2023 für die Truppenerprobung an die US Army ausgeliefert.
Die operationelle Reife wird für Ende 2024 und der Start der Serienproduktion ab 2025 angestrebt. Bis 2035 sollen 1.000 PrSM mit einem anfänglichen Stückpreis von 1,2–3,5 Mio. US-Dollar für die Streitkräfte der Vereinigten Staaten und die Australian Defence Force produziert werden.

## Varianten
Nachdem die erste Version der PrSM fertig entwickelt wurde, wird die Rakete in mehreren Erweiterungen (Increments) weiterentwickelt. Dabei sollen sowohl die Reichweite und Nutzlast erhöht, wie auch ein Suchkopf integriert werden.
- PrSM Increment 1: Erste Version die ab 2024 einsatzbereit ist. Steuerung mit INS und GPS. Ausgerüstet mit einem Splittergefechtskopf. Reichweite über 500 km.[7]
- PrSM Increment 2: Version mit einem passiven Radarsuchkopf sowie einen abbildenden Infrarotsuchkopf. Damit sollen Radaranlagen und Schiffe bekämpft werden können. Weiter soll auch eine Reichweitensteigerung auf rund 650 km erfolgen. Der erste Teststart erfolgte im Januar 2024. Im Juni 2024 wurden bei einem Test erfolgreich ein Schiff mit zwei PrSM-Raketen getroffen.[8][9]
- PrSM Increment 3: Version mit verschiedene Gefechtskopf-Optionen. Angedacht ist panzerbrechende Streumunition, Loitering Munition wie auch ein bunkerbrechender Gefechtskopf.[8]
- PrSM Increment 4: Bei dieser Version soll mit dem Einbau eines Staustrahltriebwerks die Reichweite auf rund 1.000 km vergrößert werden.[8] Die Rakete wird als Long Range Maneuverable Fires (LRMF) bezeichnet.[10]

## Technik
Nach dem Konzept der Army Multi-Domain Operations (MDO) soll die PrSM zusammen mit der Army Long-Range Hypersonic Weapon (LRHW) gegen zeitkritische Punkt- und Flächenziele eingesetzt werden. Die PrSM-Rakete soll im Rahmen der netzwerkzentrierten Kriegführung feindliche Truppen und Gerät weit hinter der Kriegsfront bekämpfen. Dabei werden auf Stufe Brigade kontinuierlich Informationen von unbemannten Luftfahrzeugen (Drohnen), Satelliten sowie von der elektronischen Aufklärung ausgewertet. Innerhalb kurzer Zeit sollen dann Daten zu Angriffszielen mittels Datenlink an die PrSM-Feuereinheiten übermittelt und mit minimaler Zeitverzögerung das Feuer ausgelöst werden.

### Transport- und Startfahrzeuge
Als Transport- und Startfahrzeug kommt das Kettenfahrzeug M270 MLRS sowie das Radfahrzeug M142 HIMARS zur Anwendung. Auf der Pritsche im hinteren Bereich dieser Fahrzeuge ist ein horizontal und vertikal schwenkbarer Werferrahmen installiert. In diesem sind die Container mit den PrSM-Raketen eingeschoben. Das M270-Fahrzeug kann zwei Container mit vier Raketen und das M142 einen Container mit zwei Raketen transportieren.

### Rakete
Die PrSM-Rakete wird von einem Feststoffraketentriebwerk mit insensitivem Komposittreibstoff angetrieben. Die Steuerung erfolgt mit einem Trägheitsnavigationssystem mit Laserkreisel sowie einem Global-Positioning-System-Empfänger mit einem Selective Availability Anti-Spoofing Module (SAASM). Die Steuerung ist während des gesamten Fluges bis zum Einschlag im Ziel aktiv. Die Kurskorrekturen erfolgen durch vier trapezförmige Steuerflügel am Raketenheck. Die Reichweitensteuerung geschieht nicht durch Schubterminierung, sondern durch Anpassen der Flugbahn. Daher kann die Trajektorie der Rakete neben der üblichen Wurfparabel auch einer semi-ballistischen Kurve gleichen. Beim Zielanflug wird die Rakete auf einen Winkel rund 90° zur Erdoberfläche eingeschwenkt. Dadurch befindet sich der Gefechtskopf im Moment der Detonation direkt über dem Ziel und entfaltet eine optimale Penetrations- bzw. Flächenwirkung. Der Gefechtskopf besteht aus einem Sprengstoffkern mit insensitivem Sprengstoff vom Typ PBX-109. Um diesen sind vorgeformte Splitter aus Wolfram angebracht. Verwendet werden Aufschlagzünder, Abstandszünder und ein Verzögerungszünder. Letzterer wird zur Bekämpfung von verbunkerten Zielen verwendet. Der Streukreisradius (CEP) der PrSM-Rakete soll bei rund 15 m liegen. Die maximale Schussdistanz der PrSM-Rakete wird mit über 500 km angegeben.

## Nutzerstaaten
- Australien
- Vereinigte Staaten